# Сандурский, Адам
Адам Сандурский (пол. Adam Sandurski; род. 8 февраля 1953, Зажече, Подкарпатское воеводство) — польский борец вольного стиля, призёр чемпионатов Европы и мира, серебряный призёр соревнований «Дружба-84», бронзовый призёр летних Олимпийских игр 1980 года в Москве, участник двух Олимпиад.

## Карьера
Выступал в супертяжёлой весовой категории (свыше 100 кг). Серебряный (1984) и бронзовый (1979—1982, 1986) призёр чемпионатов Европы. Серебряный (1982, 1983) и бронзовый (1981) призёр чемпионатов мира.
На летних Олимпийских играх 1980 года в Москве Сандурский победил кубинца Артуро Диаса, британца Мэтью Клэмпнера, перуанца Мигеля Замбрано и румына Андрея Янко. В финале поляк проиграл советскому борцу Сослану Андиеву и завоевал олимпийскую бронзу.
На летних Олимпийских играх 1988 года в Сеуле Сандурский на групповой стадии победил южнокорейца Хама Догвона и канадца Дэна Пэйна, но проиграл представителю ГДР Андреасу Шрёдеру и американцу Брюсу Баумгартнеру, заняв 4-е место в подгруппе. В финале поляк победил представителя ФРГ Ральфа Бремера и занял 7-е место.